# Anacionalizmus

Az anacionalizmus (eszp.: sennaciismo) egy olyan kifejezés, amely elsősorban, de nem csak Eugeno Lanti által kifejtett politikai fogalmakat ír le, amelyek egyesítik a következő irányzatok és eszmék egy részét vagy mindegyikét:
- radikális nemzetellenesség,
- univerzalizmus,
- globalizmus,
- az emberiség nyelvi egyesítésére irányuló történelmi tendencia felismerése, és néha még az ennek felgyorsítására irányuló törekvés is,
- a világproletár ilyen jellegű oktatásának és szervezésének szükségessége, és
- az eszperantó, mint a sokrétű oktatás eszközének előnyeit.

Bár a Sennacieca Asocio Tutmonda (SAT) kebelén született, az anacionalizmus mégsem a hivatalos ideológiája.

## Története

### Kezdeti lépések
Az anacionalista eszmék csírája jelent meg az Internacia Laborista Federacio Esperantista civil szervezet projektjében, amelyet a Bohema Laborista Asocio Esperantista civil szervezet készített. A La Kulturo folyóiratban (1912. január) megjelent Programunk című cikkben hangsúlyozták, hogy az első cél (...) az eszperantó gyakorlati felhasználása a nemzetközi szocializmus szolgálatában, és hogy az eszperantizmus nem magánhobbi, hanem éppen ellenkezőleg, a tudattalanul haladó, antiklerikális, nemzetellenes, antimilitarista és szocialista emberek általános gondolkodásmódjának része. Ami nagyon különbözik az ún. semleges kongresszusoktól, szórakozási helyszínektől, egy szerény tűzszerész zamenhofi személy  dicsőítése és program nélküli munkamenetek (ugyanaz a magazin, 1912. augusztus). Emlékezve arra, hogy a nemzetközi nyelv nem cél, hanem eszköz a világ többi részével való kapcsolattartásra (1912. jan.), megteremti a jövőbeli anacionalizmus alapjait, amelynek célja a történelmi államok határainak eltörlése. első lépésben, amely a második szakaszhoz vezet, amely a nyelvi akadályok fokozatos felszámolását jelenti a nemzetközi nyelv használatával, amely egy második nyelvből hamarosan mindenki első nyelvévé válik (lásd: Laborista Esperanta Movado antaŭ la Mondmilito, G.P. de Bruin, a SAT 1936-ban adta ki).

### Pontosabb megfogalmazás
1928-ban Lanti kiadott egy röpiratot: La Laborista Esperantismo, amelyben egy egész fejezetet szentelnek az új fogalom meghatározásának. Addig a párton kívüli szervezetben az anacionalista irányzat nem találkozott ellenkezéssel. 1929-ben válságba került a SAT, és az ellenzék kezében az anacionalizmus  állandó érv lett a vezetők támadására.

### Lanti halála után
Lanti 1947-es halála és a SAT háború utáni újjáalakítás után az anacionalisták 1948-ban R. Roberts vezetésével helyreállították a SAT-frakciót. A SAT-tagok gondoskodtak és finanszírozták a Manifesto de la Sennaciistoj kiadványt (1951 és 1971), valamint Lanti különféle anacionalista szövegeinek újrakiadását.

### Az anacionalizmus jelene
Az Anacionalista Frakció jelenleg aktív tagjai ápolják és fejlesztik azokat az univerzalis és (radikálisan) antinacionalista gondolati áramlatokat, amelyek az  anacionalizmus korábbi megfogalmazásait is jellemezték. Kevésbé irányulnak a lanti féle anacionalizmus felé, mint a korábbi tagok, és nem is céljuk a doktrinális homogenitás. A frakció egyes tagjai megpróbálnak ellenállni azoknak az ideológiáknak, amelyek az elmúlt évtizedek során nagy befolyást gyakoroltak az eszperantó mozgalomra, és amelyek részben a neojobboldali körök gondolataihoz kapcsolódnak: etnikai hovatartozás, az eszperantó különféle identitáspolitikákhoz való instrumentalizálása, differencializmus (etnopluralizmus) és a nyelvvédelem.

## Írások az anacionalizmusról
- Viktoro Kolĉinski, ABC de Sennaciismo, SAT, 1924
- Eŭgeno Lanti, La Laborista Esperantismo, SAT, 1928
- Boris Lvoviĉ Ejdelman kaj Nikolao Nekrasov|NEKRASOV, Nikolao, Sennaciismo kaj internaciismo, 1930
- Eŭgeno Lanti, Vortoj de Kamarado E. Lanti, 1931
- Eŭgeno Lanti, Manifesto de la Sennaciistoj, 1931
- Eŭgeno Lanti, Leteroj de E. Lanti, 1940
- Eŭgeno Lanti,  Naciismo: Studo pri Deveno, Evoluado kaj Sekvoj, 1930

## Fordítás
- Ez a szócikk részben vagy egészben  a   Sennaciismo című eszperantó Wikipédia-szócikk ezen változatának fordításán alapul.  Az eredeti cikk szerkesztőit annak laptörténete sorolja fel. Ez a jelzés csupán a megfogalmazás eredetét és a szerzői jogokat jelzi, nem szolgál a cikkben szereplő információk forrásmegjelöléseként.